# Мураљионе (Ређо Емилија)
Мураљионе је насеље у Италији у округу Ређо Емилија, региону Емилија-Ромања.
Према процени из 2011. у насељу је живело 175 становника. Насеље се налази на надморској висини од 211 м.